# Thalgo Australian Women's Hardcourts 2001
Thalgo Australian Women's Hardcourts 2001 — жіночий тенісний турнір, що проходив на відкритих кортах з твердим покриттям Hope Island Resort Tennis Centre у Hope Island, Queensland (Австралія). Належав до турнірів 3-ї категорії в рамках Туру WTA 2001. Турнір відбувся вп'яте і тривав з 31 грудня 2000 до 6 січня 2001 року. Восьма сіяна Жустін Енен здобула титул в одиночному розряді й отримала 27 тис. доларів США.

## Фінальна частина

### Одиночний розряд
Жустін Енен —  Сільвія Фаріна-Елія 7–6(7–5), 6–4
- Для Енен це був 1-й титул за рік і 2-й - за кар'єру.

### Парний розряд
Джулія Казоні /  Жанетта Гусарова —  Каті Шлукебір /  Меган Шонессі 7–6(11–9), 7–5
- Для Казоні це був єдиний титул за сезон і 2-й - за кар'єру. Для Гусарової це був 1-й титул за рік і 6-й — за кар'єру.

## Учасниці

### Сіяні учасниці
| Країна     | Гравчиня         | Рейтинг1 | Сіяна |
| ---------- | ---------------- | -------- | ----- |
| Іспанія    | Кончіта Мартінес | 5        | 1     |
| Швейцарія  | Патті Шнідер     | 25       | 2     |
| Хорватія   | Сільвія Талая    | 29       | 3     |
| Росія      | Тетяна Панова    | 34       | 4     |
| Іспанія    | Магі Серна       | 37       | 5     |
| США        | Меган Шонессі    | 38       | 6     |
| Словаччина | Генрієта Надьова | 40       | 7     |
| Бельгія    | Жустін Енен      | 45       | 8     |

- Рейтинг подано станом на 25 грудня 2000.

### Інші учасниці
Нижче наведено учасниць, які отримали вайлдкард на участь в основній сітці:
- Еві Домінікович
- Крістіна Вілер

Нижче наведено гравчинь, які пробились в основну сітку через стадію кваліфікації:
- Вінне Пракуся
- Барбара Ріттнер
- Ліна Красноруцька
- Грета Арн